# Catmon
Catmon ist eine philippinische Stadtgemeinde in der Provinz Cebu. Catmon liegt 57 km von Cebu City entfernt und grenzt an die Stadtgemeinde Carmen.
Tore, der zweithöchste Berggipfel Cebus, liegt auf dem Gebiet der Stadtgemeinde im Baranggay Cambangkaya.

## Baranggays
Catmon ist politisch in 20 Baranggays unterteilt.
| - Agsuwao - Amancion - Anapog - Bactas - Bongyas - Basak - Binongkalan - Cabungaan - Cambangkaya - Can-ibuang | - Catmondaan - Duyan - Ginabucan - Macaas - Panalipan - Tabili - Tinabyonan - San Jose Pob. (Catadman) - Corazon (Pob.) - Flores (Pob.) |